# Lilly Hauff
Lilly Hauff (* 10. Juni 1876 in Riga; † 2. September 1948 in Berlin-Wilmersdorf) war eine deutsche Frauenrechtlerin, Berufsbildnerin und Schulleiterin.

## Leben und Wirken
Lilly Hauff wuchs in einer Rigaer Kaufmannsfamilie auf, besuchte zunächst die Schule in Riga, schloss ihre Schulbildung in Berlin und Halle ab und studierte dann Volkswirtschaft ebenda sowie in Tübingen. Sie war ab 1903 als Handelslehrerin in Halle, später als Gewerbeinspekteurin in Berlin tätig. Nach ihrer Promotion 1912 an der Universität Tübingen wurde sie Direktorin der Schulen im Lette-Verein Berlin.
Sie unterstand der Vereinsvorsitzenden Katharina von Haxthausen, verwaltete die Schulen und Gebäude und organisierte das Personal. Sie arbeitete Lehrpläne aus und gab den gewerblichen, kaufmännischen und hauswirtschaftlichen Ausbildungen die prägende Struktur. Mit Marie Kundt war sie an der Konzeption der Ausbildung zur chemisch-biologischen Assistentin beteiligt. Hauff publizierte über den Lette-Verein in der Tagespresse und über Frauenbildung in der Fachpresse. In ihrem Buch Der Lette-Verein in der Deutschen Frauenbewegung versuchte sie, die Geschichte des Vereins in die deutsche Frauenbewegung einzubetten, zeigte deutlich seine Differenzen zur Arbeiterinnenbewegung einerseits und zum Allgemeinen Deutschen Frauenverein andererseits. Sie sah nicht den Mann als Feind der Frau, sondern die Industrialisierung und das Rechtssystem als Ursachen, die in die Spannungen seit Beginn des 19. Jahrhunderts geführt haben. Auch wenn ihre Arbeiten von zeitgenössischen Rezensenten als unwissenschaftlich beschrieben wurden, sind sie eine wichtige dokumentarische Quelle für die Frauenbildungsgeschichte. 1933 wurde sie in den Ruhestand versetzt.
Lilly Hauff war Mitglied in der DVP, 1922 Bürgerdeputierte für Schulfragen in Schöneberg und Mitarbeiterin in diversen Fachkommissionen zu Fragen der Berufsbildung.

## Werke
- Die Entwickelung der Frauenberufe in den letzten drei Jahrzehnten. Mit Berücksichtigung der beruflichen Entwickelung in Halle a.S. Puttkammer und Mühlbrecht, Berlin 1911. Beas-Ed., Lage 1998.
- Die deutschen Arbeiterinnen-Organisationen. Karras, Halle a. S. 1912.
- Schulzeugnis und Nadelarbeit. In: Frauenbildung, Jg. 16 (1917), Heft 11/12, S. 311–313.
- zusammen mit Kath. Jaeger: Die Frau und die Politik. 2 Vortr. Hrsg. im Auftr. d. Schönberger Ortsverein d. Deutschen Volkspartei. Staatspolitischer Verlag, Berlin 1920.
- Volkswirtschaftslehre. In: Auguste Sprengel (Hrsg.): Die neue Frauenschule. Beiträge zum Lehrplan der Frauenschule. Teubner, Leipzig und Berlin 1920.
- Die technische Lehrerin. In: Frauenbildung. Band 21 (1925), Heft 2, S. 65ff.
- zusammen mit Elli Lindner: Der Lette-Verein in der Geschichte der Frauenbewegung. [Eine Chronik]. J. Jastrow, Berlin 1928.
- Vorwort. In: Preußische Haushaltungsschulen. Kosmala, Düsseldorf 1932.